# Anne-Mari Virolainen

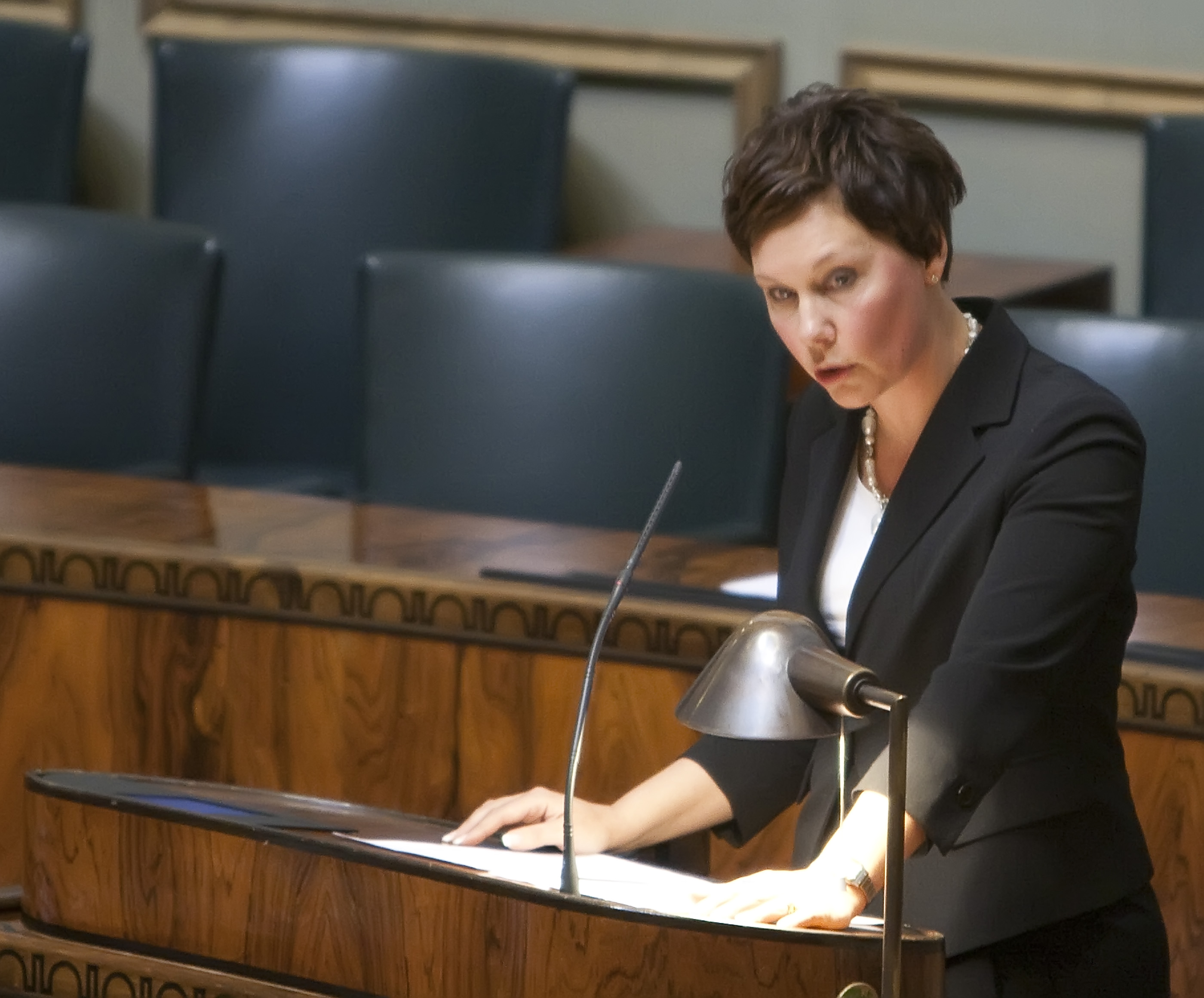
Anne-Mari Virolainen.

Anne-Mari Virolainen, född 5 december 1965 i Åbo, är en finländsk samlingspartistisk politiker. Hon är ledamot av Finlands riksdag sedan 2007.
Virolainen avlade år 1990 ekonomie magisterexamen och var länge verksam i näringslivets tjänst i olika marknadsföringsrelaterade uppdrag.
I riksdagsvalet 2011 valdes Virolainen för en andra mandatperiod i riksdagen med 10 041 röster från Egentliga Finlands valkrets.

## Utmärkelser
- Riddartecknet av I klass av Finlands Vita Ros’ orden[3]

[Redigera Wikidata]